# The Gillette Company
The Gillette Company war ein US-amerikanisches Unternehmen mit Sitz in Boston im US-Bundesstaat Massachusetts, das international tätig war. Die Gesellschaft produzierte Rasierapparate (Markenname: Gillette), elektrische Geräte (Markenname: Braun), Zahnpflegeprodukte (Markenname: Oral-B) und Batterien (Markennamen: bis November 2014 Duracell; Daimon).
Im Bereich von Rasierzubehör waren das Unternehmen und seine Marke Weltmarktführer. Der größte Marktkonkurrent ist die Marke Wilkinson Sword. Das Unternehmen Gillette, das 2004 nach Schätzungen einen Umsatz von 10,3 Milliarden US-Dollar und dabei einen Gewinn von 2,3 Milliarden US-Dollar erwirtschaftet hatte, beschäftigte im selben Zeitraum weltweit etwa 29.000 Mitarbeiter. Am 1. Oktober 2005 wurde Gillette von Procter & Gamble übernommen, als Marke jedoch weitergeführt.

## Geschichte
Das Unternehmen wurde 1901 von dem US-amerikanischen Erfinder King C. Gillette zur Produktion von Rasierhobeln und Rasierklingen in Boston gegründet.
1926 übernahm die Gillette Company das Berliner Unternehmen Roth-Büchner AG, damals der größte deutsche Rasierklingenproduzent (Fabrikmarke „Rotbart“). Die Firma hatte ihren Sitz in der Berlin-Tempelhofer Oberlandstraße und war 1925 durch die Fusion der Metallwarenfabrik Hugo Büchner GmbH mit der Maschinen- und Apparatebaufabrik Otto Roth AG entstanden. Otto Roth war der ehemalige Chefkonstrukteur von Büchner, der bereits 1907 in Berlin mit der Herstellung von Rasierklingen begonnen hatte.
Ab 1955 lautete die Firmenbezeichnung der deutschen Niederlassung Gillette Roth-Büchner GmbH und ab 1973 Gillette Deutschland GmbH. Die Verwaltungs- und Produktionsstätten befinden sich noch heute am Standort Oberlandstraße.
Am 28. Januar 2005 gab der Konsumgüterproduzent Procter & Gamble bekannt, das damals noch börsennotierte Unternehmen für 57 Milliarden US-Dollar kaufen zu wollen. Die US-amerikanische Wettbewerbsbehörde FTC stimmte der Übernahme am 30. September 2005 zu. Seit dem 1. Oktober 2005 gehört die Gillette Company damit zu Procter & Gamble, das damit nach dem Nahrungsmittelkonzern Nestlé zweitgrößter Produzent von Konsumgütern weltweit wurde.
Im November 2014 kaufte Berkshire Hathaway Duracell für 6,4 Milliarden Dollar.

## Produkte

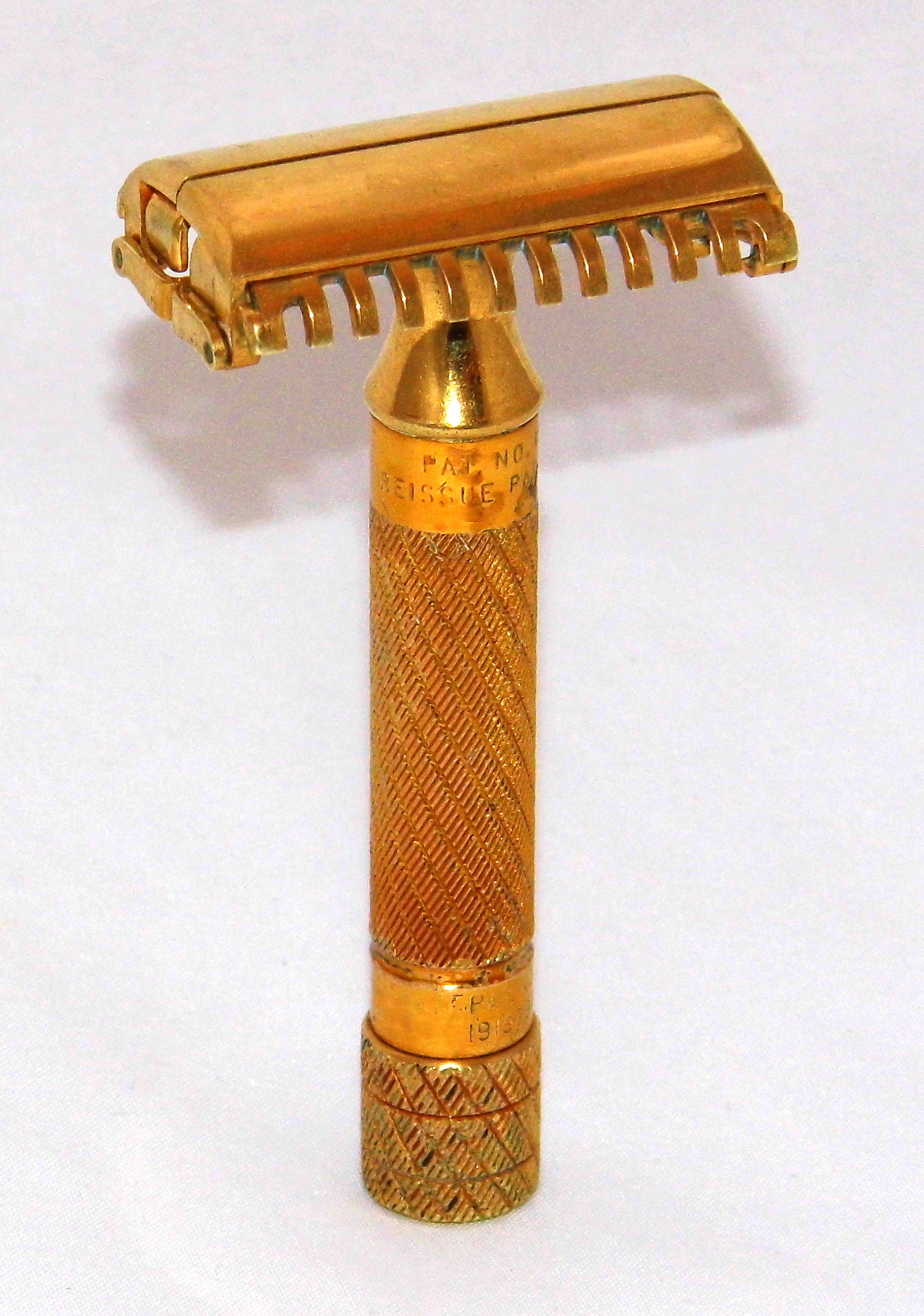
Gillette Aristocrat, etwa 1934

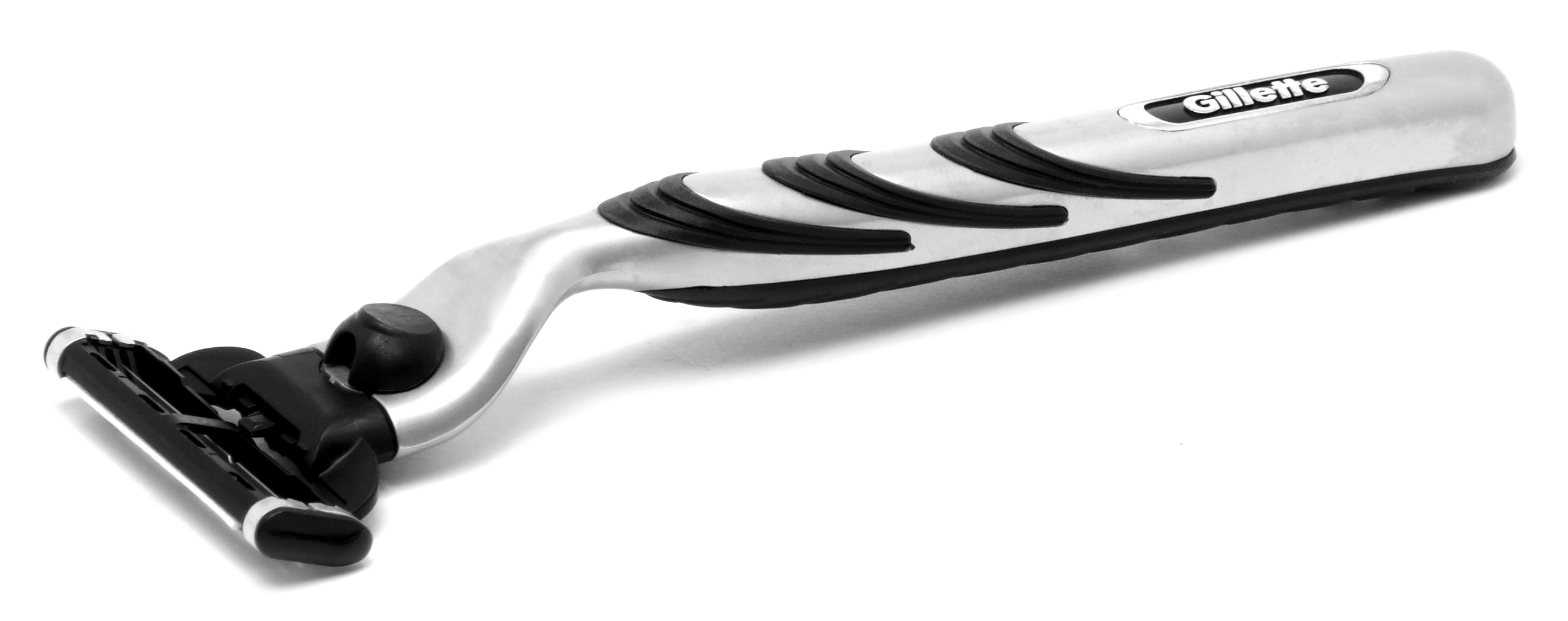
Gillette Mach 3 mit drei Klingen, 1998

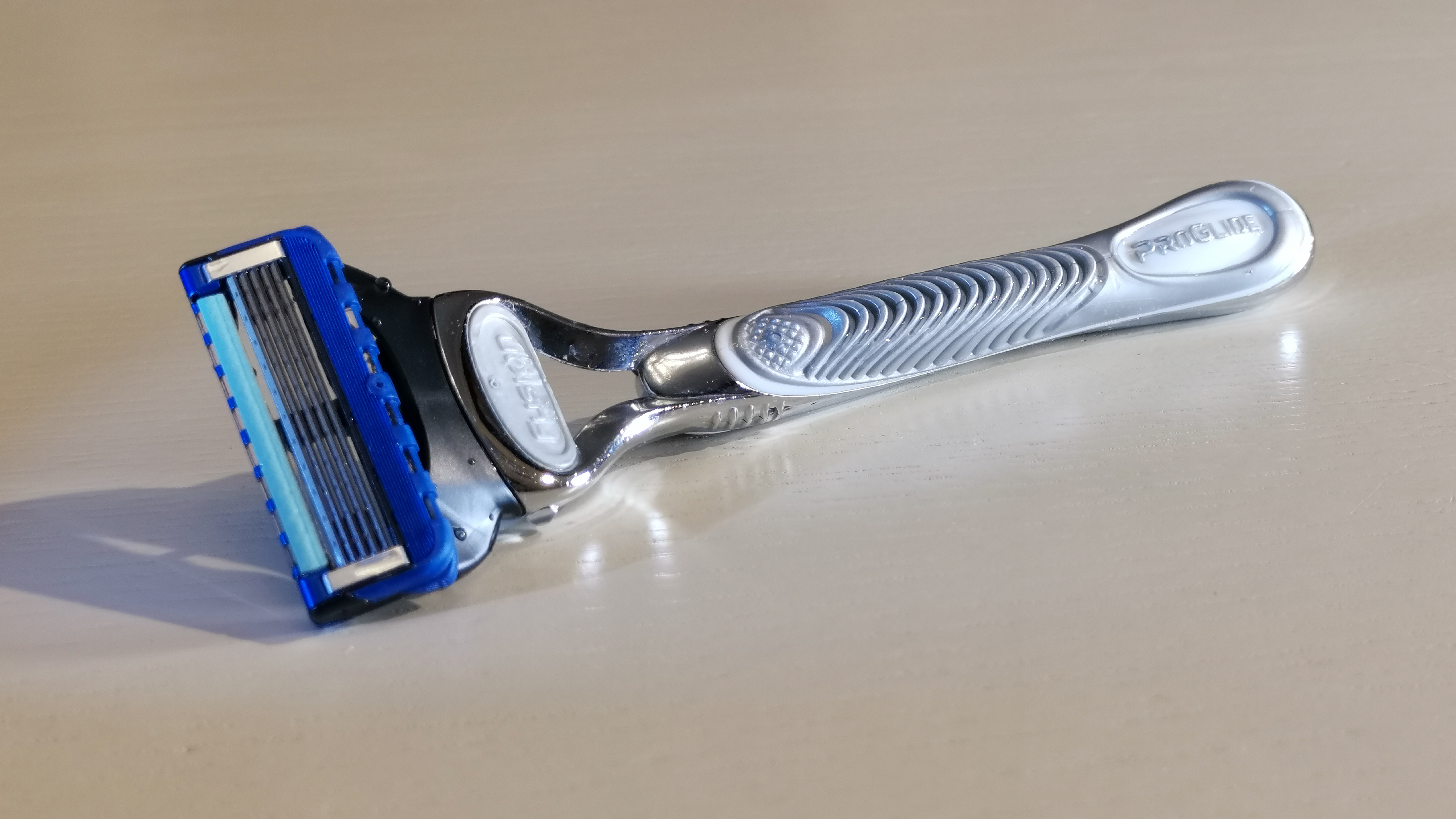
Gillette Fusion Proglide mit fünf Klingen, 2010

Es folgt eine Liste der Gillette-Produkte mit Jahresangabe (chronologisch geordnet):
- 1901: The Gillette Safety Razor (erste Rasierhobel mit austauschbarer Klinge für die Heimrasur)
- 1914: Gillette Aristocrat
- 1919: Gillette New Improved - New Standard
- 1920: Gillette Old Type Ball End Handle
- 1930: Gillette NEW Deluxe Tuckaway
- 1930er: Gillette NEW Criterion
- 1930er: Gillette NEW Big Boy
- 1930er: Gillette NEW Belmont (erstes twist to open-Design)
- 1930er: Gillette NEW Bar Handle
- 1930er: Gillette NEW Ball Handle
- 1938: Gillette 15
- 1947: Gillette 40s Style Super Speed
- 1955: Gillette Red Tip Super Speed
- 1958: Gillette 195 Adjustable Fatboy
- 1965: Gillette Techmatic (ähnlich heutigem Design)
- 1969: Gillette Super Adjustable
- 1971: Gillette Trac II (weltweit erster Systemrasierer, besitzt zwei Klingen, bekannt auch unter den Namen G II oder GII)
- 1976: Gillette Good News! (Einwegrasierer, entstanden als Reaktion auf die Einwegrasierer von Bic)
- 1977: Gillette Atra/Contour (weltweit erster Rasierer mit zweidimensional beweglichem Kopf)
- 1985: Gillette Atra Plus/Contour Plus (Atra/Contour mit Feuchtigkeitsfilm)
- 1990: Gillette Sensor (Design Dieter Rams/Jürgen Greubel)
- 1995: Sensor Excel
- 1998: Gillette Mach 3 (drei Klingen)
- 2001: Gillette Mach 3 Turbo (Mach 3 mit Reibung verminderndem Zusatz)
- 2004: Gillette Mach 3 Power (Mach 3 mit Vibrationsfunktion (AAA-Batterie))
- 2006: Gillette Fusion und Gillette Fusion Power: (fünf Klingen und fünf Klingen mit Vibrationsfunktion)
- 2010: Gillette Fusion ProGlide und Gillette Fusion ProGlide Power (schmalere Klingen und schmalere Klingen mit Vibrationsfunktion)
- 2014: Gillette Fusion ProGlide FlexBall (mit dreidimensional beweglichem Kopf)

## Marken
Die Markenführung wechselt im Konzernzusammenhang. Seit Übernahme der Gillette Company durch Procter & Gamble werden die Markenrechte in Deutschland teilweise durch die Wella GmbH repräsentiert.

Braun
Duracell, bis November 2014[1]
Gillette
Oral-B